# N4

Sigla N4 (2013–prezent).

N4 este un post de televiziune din Republica Moldova. Grila de emisie este ocupată în mare parte de filme artistice și documentare. În cadrul emisiunii "Obiectiv" sunt aduse ultimele știri din țară. Fondatorul postului de televiziune este Societatea cu Răspundere Limitată "Selectcanal TV". Parțial este finanțat de holdingul Sun Communications - lider pe piața din Republica Moldova în prestarea serviciilor de televiziune prin cablu.
Harta de acoperire N4 este reprezentată de zone cu emitere aeriană și contracte particulare cu alți prestatori de servicii de televiziune prin cablu. La moment postul poate fi recepționat în cele mai mari orașe din Republica Moldova: Chișinău, Bălți, Cahul, Ungheni, Soroca, Edineț etc. Sediul se află în Chișinău, strada Miorița 3/5.

## Înființare
Postul de televiziune N4 a fost lansat în 2002, însă acest nume i-a fost acordat pentru prima dată în 2006. Din acest an, unul dintre scopurile principale ale canalului de televiziune a fost de a deveni unul național. În prezent, N4 îndeplinește toate criteriile unui post național de televiziune, fiind considerat unul dintre cele mai bune programe TV din Republica Moldova.